# Слобода (Гдовский район)
Слобода — деревня в Гдовском районе Псковской области России. Входит в состав городского поселения «Гдов» Гдовского района.
Расположена на южной границе города Гдова. Восточнее находится деревня Сельцо-Князево

## Население
| 2001 | 2002 | 2010 |
| ---- | ---- | ---- |
| 565  | ↗592 | ↘522 |

## История
До 2005 года деревня входила в состав ныне упразднённой Гдовской волости.